# Бабушкино (Свердловская область)
Ба́бушкино — упразднённый в августе 2019 года посёлок в Свердловской области, входивший в муниципальное образование Алапаевское. 

## География
Посёлок располагался в 20 километрах на север от города Алапаевск.

## История
Входил в состав Верхнесинячихинского сельского совета.
В июне 2019 года был внесен законопроект об упразднении поселка.
В августе 2019 года поселок был упразднен.

## Население
| 2002 | 2010 |
| ---- | ---- |
| 2    | ↘0   |